# Huke
Huke (20 de abril de 1981 - ) é um ilustrador japonês, mais conhecido pela criação da personagem Black★Rock Shooter. A personagem serviu de inspiração ao artista Ryo, de Supercell em compor uma música baseado nela em 2008 que alcançou um grande sucesso. Desde então, a personagem ganhou um mangá, um jogo, um anime e dezenas de produtos com a marca dela. Huke também é conhecido por desenhar os personagens do visual-novel (que depois ganhou um anime) Steins;Gate.

## Biografia
Huke é Graduado numa Escola de Animação; sua carreira começou numa empresa de jogos, na parte de desenhar personagens. Depois de um breve período, pediu demissão e começou a trabalhar como freelance, criando ilustrações originais; depois foi chamado pra fazer ilustrações para Metal Gear Solid. Mais tarde, abriu um blog e se registrou no Pixiv (um blog para postagens de ilustrações).
Em 26/12/2007, Huke postou uma ilustração que futuramente iria fazer sua carreira ganhar conhecimento mundial: o desenho da Black★Rock Shooter. Ryo da banda Supercell compôs uma música dedicada a ela e inseriu no álbum musical; o disco vendeu mais de 100,000 cópias, alcançando a marca de "Disco de Ouro" no Japão. Huke se uniu ao Supercell e criou as ilustrações para o clipe da música e os artworks da banda.
Além disso, fez as ilustrações para o visual-novel Steins;Gate, produzida pelas 5pb e Nitroplus no ano de 2010. O sucesso foi grande que mais tarde, em abril de 2011, ganhou uma versão em anime.
Huke também é integrante do grupo chamado Team Fullmecha, um grupo de ilustradores conhecidos por criar artes a franquia da saga Metal Gear.
O anime do Black★Rock Shooter estreou na Fuji TV do Japão no dia 02/02/2012, com previsão de 8 episódios no bloco de animes noitaminA.

## Trabalhos
- Metal Gear Solid (manual de instruções, ilustrações)
- Metal Gear Solid 3 (manual de instruções)
- Metal Gear Solid 4 (Design dos personagens)
- Metal Gear Solid Portable OPS (Design dos personagens)
- Metal Gear Solid Portable OPS + (Design dos personagens)
- Metal Gear Acid 2 (Ilustrações do Manga Web)
- Steins;Gate (Design dos personagens)
- Black★Rock Shooter (Criador)
- Fate/Extra (Designer das jóias e tesouros)
- CD de Supercell "Utakata Hanabi/Hoshi ga Matataku Konna Yoru ni" (Ilustrador da Capa)
- [2008] Libro de Kazuyoshi Izumi "EreGY" (エレGY?) (Ilustrador da Capa)
- [2011] Libro de Kazuyoshi Izumi "Watashi no Owari" (私のおわり?) (Ilustrações)

## Ligações Externas
- Blog Oficial do Huke
- Huke na Enciclopédia do Anime News Network
- Twitter do Huke